# Bobby Thomason

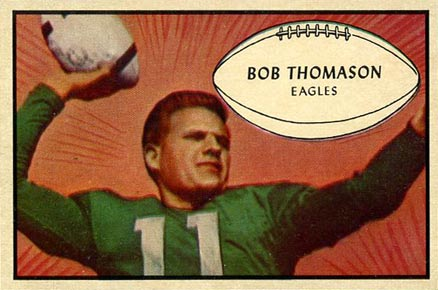
Bobby Thomason.

Robert Lee "Bobby" Thomason, född 26 mars 1928 i Albertville i Alabama, död 5 november 2013 i Charlotte i North Carolina, var en amerikansk utövare av amerikansk fotboll (quarterback) som spelade i NFL mellan 1949 och 1957. Han NFL-debuterade 1949 för Los Angeles Rams. För Green Bay Packers spelade han 1951 och avslutade sedan sin NFL-karriär i Philadelphia Eagles 1952–1957. Innan dess spelade han collegefotboll för Virginia Military Institute och han draftades 1949 av Los Angeles Rams i första omgången.